# Lada (Česká Lípa)
Lada (do roku 1948 Jägersdorf) byla samostatná obec severně od města Česká Lípa, z větší části na západ od silnice do Nového Boru, blízko vrchu Špičák. Místní částí města Česká Lípa jsou Lada od roku 1960. Podle Lad je pojmenováno i novodobé panelové sídliště Lada. Toto sídliště se však nachází jižněji v České Lípě. Do místní části Lada ani na katastrální území Lada nezasahuje.

## Historie

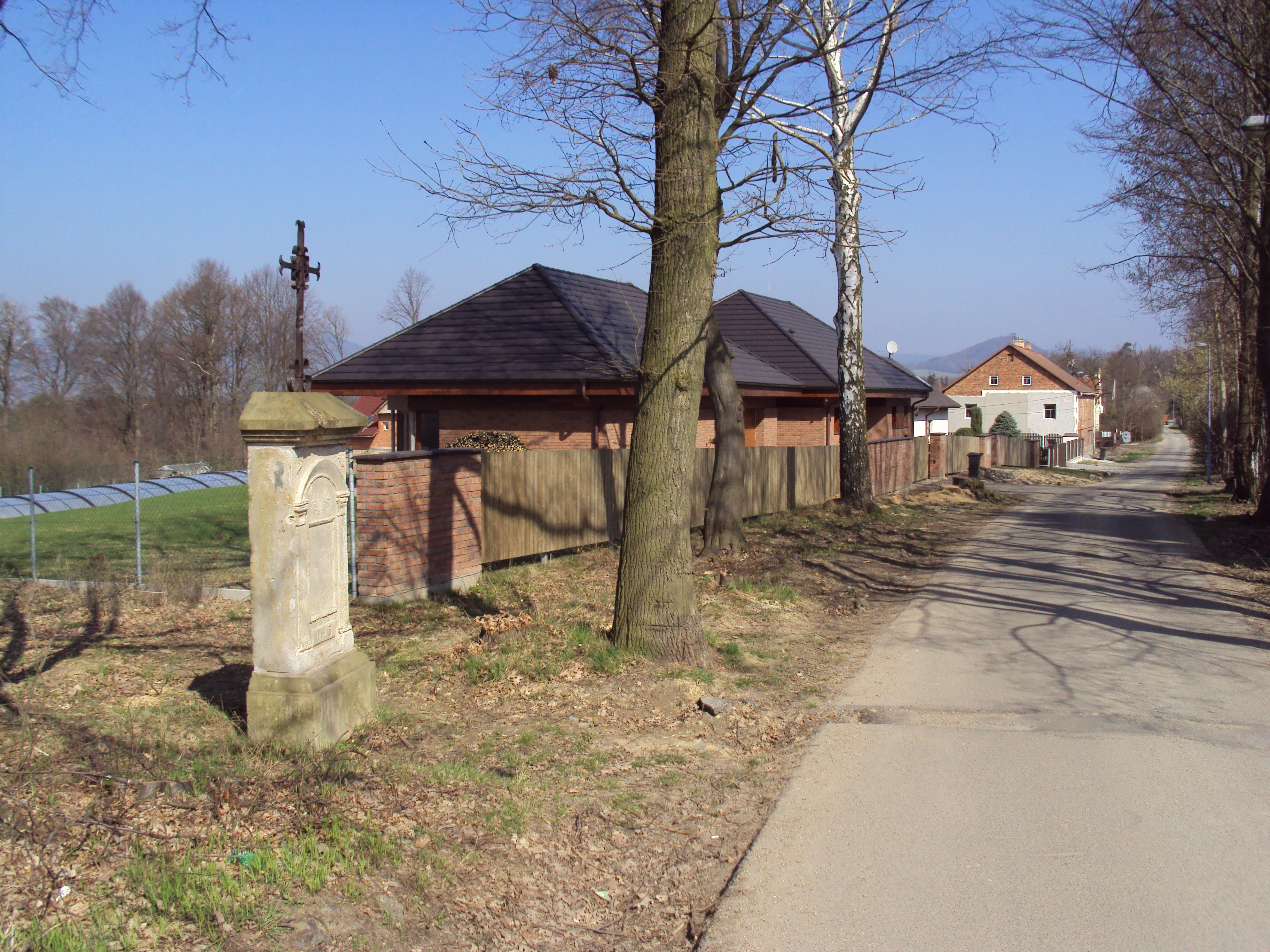
Začátek Lad u křížku

Prvně jsou Lada (Jägersdorf) zmíněna písemně roku 1439 jako „Yegerdorff“, kdy se po nich psal pan Cleyne Mikschy. Jako sídlo se pak Lada objevují v soupisu obcí českolipského tržního obvodu z let 1471–1481. Pravděpodobně v průběhu 16. století zanikla původní tvrz na Ladech a ves se v tomto období stala součástí hornolibchavského panství Řádu maltézských rytířů. V roce 1738 byla na Ladech vybudována kaple Neposkvrněného početí Panny Marie. Hlavní pouť a procesí se však konávaly 15. srpna na slavnost Nanebevzetí Panny Marie. Po vzniku obecního řízení (1850) patřila Lada k nedalekým Častolovicím, kde se nacházela i škola. Samostatnou obcí se Lada stala 25. července 1873.
Po vyhnání původního obyvatelstva v souvislosti s koncem 2. světové války se ves označovala jako Ledce. Úředně však byla přejmenována z němčiny až 25. srpna 1948, a to právě na Lada. Od roku 1960 jsou Lada místní částí České Lípy, Místní národní výbor byl zrušen. Farní správou ovšem Lada patřila k České Lípě už od 1. září 1897 (předtím k Horní Libchavě).
V roce 1990 byla na okraji nedalekého panelového sídliště otevřena nová základní škola ZŠ Lada - Šluknovská, kterou dnes navštěvují děti i z Lad.

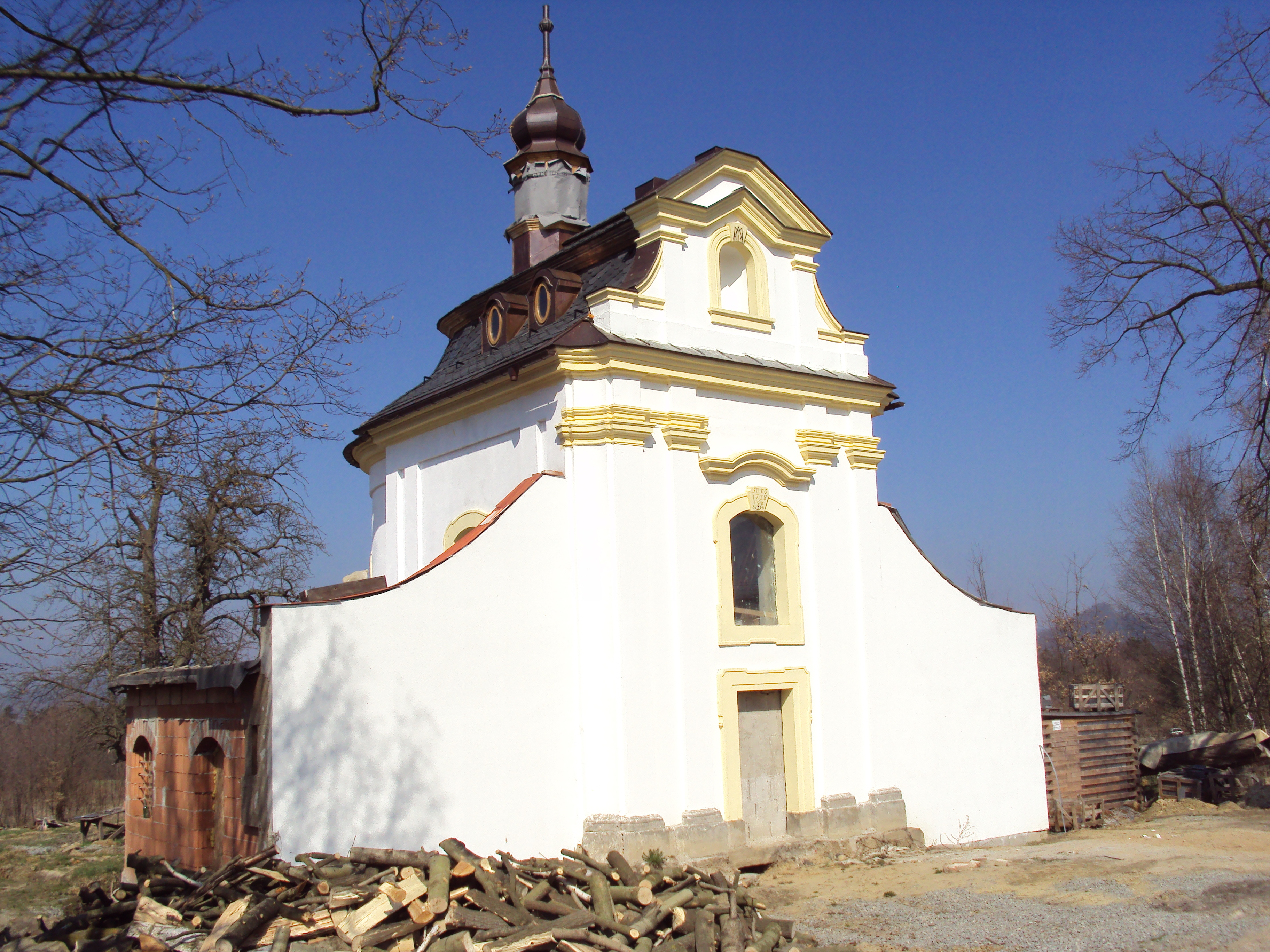
Kaple z roku 1738

## Zajímavosti
Od jihu je místní část Lada tvořena ulicí U Rokle, na niž směrem k severu navazuje ulice Dolní, tvořící páteřní hustě zastavěnou část osady. Na východní straně Lady probíhá hlavní silnice I/9, která nese název Borská. Podél ní stojí směrem od jihu několik roztroušených domů. Dále se východním směrem od této silnice nalézá seskupení domů zvané původně Spitzberg (Špičák). Centrem Lad pak je nynější křižovatka ulic Borská a Dolní na severu zástavby, kde se nachází autobusová zastávka a v minulosti rovněž obecní úřad, výletní restaurace a prodejna potravin.
Při sčítání lidu v roce 1869 měla obec 167 obyvatel. V roce 1930 dosáhla Lada 203 trvale bydlících osob. Vlivem výměny obyvatelstva se však v roce 1950 hlásilo k příslušnosti v obci jen 118 lidí a tento počet postupně klesl až na 64 v roce 1980. Při posledním sčítání lidu v roce 2001 se napočítalo 120 obyvatel. Vzhledem k poměrně intenzivní výstavbě rodinných domů lze předpokládat, že počet lidí žijících na Ladech se vrací k předválečným hodnotám.

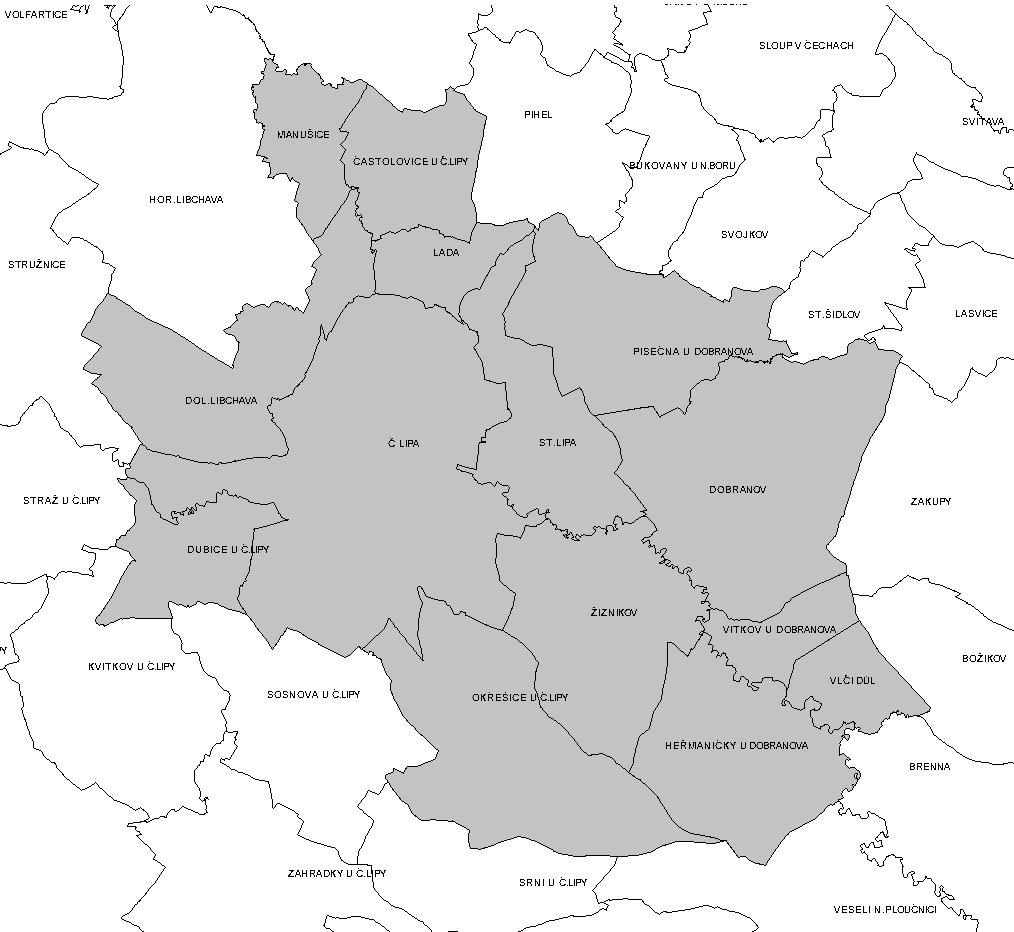
Katastrální členění České Lípy

V roce 1869 stálo na Ladech 35 domů. Tento stav se udržoval až do konce druhé světové války. Po vyhnání Němců se počet domů snižoval až na 22 v roce 1980. Vlivem nové výstavby stoupl do roku 2001 počet domů na 41, z toho 34 trvale obydlených.
Zmíněnou kapli Neposkvrněného početí Panny Marie v roce 1991 koupili soukromníci z České Lípy, její stav se zhoršoval. Až nynější pražský vlastník započal s opravami.